# Kercaszomor
Kercaszomor (em esloveno: Krčica-Somorovci) é um município da Hungria, situado no condado de Vas. Tem 12,87 km² de área e sua população em 2015 foi estimada em 198 habitantes.